# Ian Larnach
Ian James Larnach (sinh ngày 10 tháng 7 năm 1951) là một cựu cầu thủ bóng đá người Anh thi đấu ở vị trí tiền đạo ở Football League cho Darlington và ở bóng đá non-league cho South Shields.